# Dezman Moses
Dezman Mirrill Moses (Mount Holly, 4 gennaio 1989) è un giocatore di football americano statunitense che gioca nel ruolo di linebacker per i Kansas City Chiefs della National Football League (NFL). Al college ha giocato a football alla Tulane University.

## Carriera professionistica

### Green Bay Packers
Moses non fu scelto nel Draft NFL 2012 ma firmò coi Green Bay Packers. La sua stagione da rookie si rivelò produttiva, finendo per disputare tutte le 16 partite, incluse 6 come titolare, con 27 tackle, 4,0 sack, un fumble forzato e un touchdown segnato sul ritorno di un punt bloccato nella gara del 28 ottobre contro i Jacksonville Jaguars.

### Kansas City Chiefs
Il 1º settembre 2013, dopo essere stato svincolato, Moses firmò coi Kansas City Chiefs.

## Vittorie e premi
Nessuno

## Statistiche
| Partite totali      | 16  |
| Partite da titolare | 6   |
| Tackle              | 27  |
| Sack                | 4,0 |
| Intercetti          | 1   |

Statistiche aggiornate alla stagione 2012